# Romain Perraud
Romain Paul Jean-Michel Perraud (* 22. September 1997 in Toulouse) ist ein französischer Fußballspieler, der aktuell beim OSC Lille unter Vertrag steht.

## Karriere

### Verein
Perraud begann seine fußballerische Ausbildung im Sommer 2003 beim FC Blagnac. Nach fast fünf Jahren wechselte er zum Toulouse Fontaines Club. Diesen verließ er jedoch nach nur einem Jahr wieder und wechselte zur US Colomiers. Im Sommer 2014 wechselte er zur Jugendakademie des OGC Nizza. Dort spielte er Ende der Saison 2014/15 bereits einige Spiele in der National 2 für die zweite Mannschaft. Auch die nächsten beiden Spielzeiten kam er sehr häufig für das Reserveteam zum Einsatz. Außerdem debütierte er am letzten Spieltag der Gruppenphase der Europa-League-Saison 2016/17 gegen den FK Krasnodar auf Profiebene, als er über die vollen 90 Minuten auf dem Feld stand. In der Spielzeit darauf debütierte er im Januar 2018 (22. Spieltag) nach später Einwechslung in der Ligue 1 gegen die AS Saint-Étienne. In der gesamten Saison 2017/18 kam er zu diesem einen Einsatz und spielte zudem zweimal in der UEFA Europa League. Anschließend wurde er für die Saison 2018/19 an den Zweitligisten Paris FC verliehen. Dort schoss er bei seinem zweiten Einsatz bei einem 2:1-Sieg gegen den FC Metz sein erstes Tor als Profispieler überhaupt. Bei Paris war er Stammkraft in der Außenverteidigung und schoss fünf Tore in 32 Ligaspielen. Zudem bestritt er ein Playoff-Spiel um den Aufstieg, scheiterte jedoch mit seinem Team direkt im ersten Spiel am RC Lens.
Nach seiner Rückkehr wechselte Perraud für eine Ablösesumme von zwei Millionen Euro zu Stade Brest. In seiner ersten Spielzeit dort bestritt er 20 der 28 möglichen Partien in der coronabedingt verkürzten Saison 2019/20. In der Spielzeit 2020/21 schoss er bei seinem zweiten Einsatz am dritten Spieltag bei einem 2:0-Sieg über den FCO Dijon sein erstes Tor in der Ligue 1 und gab zudem die Vorlage zu dem anderen Treffer seiner Mannschaft. Insgesamt schoss er drei Tore und bereitete sieben Treffer in 36 Ligapartien vor.
Daraufhin wechselte er für zwölf Millionen Euro Ablöse in die Premier League zum FC Southampton. Dort kam er direkt am ersten Spieltag zu seinem Premier-League-Debüt in der Startelf gegen den FC Everton. In der Saison 2021/22 wurde er sporadisch eingesetzt und bestritt insgesamt 20 Ligaspiele in der ersten englischen Spielklasse. Mitte Oktober 2022 (11. Spieltag) schoss er bei einem 1:1-Unentschieden gegen West Ham United sein erstes Tor in der Premier League überhaupt. Perraud war Stammspieler in der Spielzeit 2022/23 und traf in wettbewerbsübergreifend 36 Einsätzen viermal. Em Ende stieg er mit dem Verein jedoch in die Championship ab. Daraufhin wurde er für die gesamte Saison 2023/24 zurück nach Frankreich an den Erstligisten OGC Nizza verliehen.
Im Sommer 2024 wechselte Perraud zu Betis Sevilla, für die er in der Saison 2024/25 insgesamt 41 Einsätze bestritt.
Im August 2025 unterschrieb der Linksverteidiger einen Dreijahresvertrag beim OSC Lille.

### Nationalmannschaft
Perraud spielte von 2014 bis 2018 für diverse Juniorennationalmannschaften der FFF. Dabei nahm er jedoch nie an einem größeren Turnier teil.